# Sérénade (Debussy)
Pour les articles homonymes, voir Sérénade.
Sérénade est une mélodie pour voix et piano de Claude Debussy composée en 1882 sur un poème de Théodore de Banville.

## Présentation
Sérénade est composé début 1882 sur un texte de Théodore de Banville extrait du recueil Les Stalactites (livre III, Les Caprices en dizains à la manière de Clément Marot, no VII),.
L'incipit de l'œuvre est : « Las, Colombine a fermé le volet ».
Le poème est un dizain, soit dix vers de dix syllabes avec la particularité que le premier vers rime avec le troisième, le deuxième avec le quatrième et le cinquième, les sixième, septième et neuvième riment ensemble, tandis que le huitième rime avec le dixième.
Musicalement, la mélodie use de vocalises et, pour Roger Nichols, « annonce le Debussy fantastique, celui du mouvement « Jeux de vagues » (La mer), du ballet Jeux et de préludes comme La danse de Puck et General Lavine ».
La partition, dédiée à Mme Vasnier, soprano colorature et première muse du compositeur, est publiée en 1984 par Jobert, comme no IV du recueil Sept poèmes de Banville (édité par J. Briscoe).
La durée moyenne d'exécution de la pièce est d'un peu moins de deux minutes environ.
Dans le catalogue des œuvres du compositeur établi par le musicologue François Lesure, Sérénade porte le numéro L 29 (34).

## Discographie
- Debussy Songs vol. 3, Jennifer France (soprano), Malcolm Martineau (piano), Hyperion Records CDA68016, 2014.
- Claude Debussy : intégrale des mélodies, 4 CD, Liliana Faraon et Magali Léger (sopranos), Marie-Ange Todorovitch (mezzo-soprano), Gilles Ragon (ténor), François Le Roux (baryton), Jean-Louis Haguenauer (piano), Ligia Digital, 2014[6],[7].
- Claude Debussy : The complete works, CD 19, Liliana Faraon (soprano), Jean-Louis Haguenauer (piano), Warner Classics, 2018[8].